# Comuna Colceag, Prahova
Colceag este o comună în județul Prahova, Muntenia, România, formată din satele Colceag (reședința), Inotești, Parepa-Rușani și Vâlcelele.

## Așezare geografică
Comuna Colceag se află în sud-estul județului, în Câmpia Mizilului. Se încadrează între șoselele naționale DN1B, care leagă Ploieștiul de Buzău, și DN1D, care leagă Ploieștiul de Urziceni. Între cele două drumuri naționale, satele comunei sunt deservite de șoseaua județeană DJ102N, care duce spre nord, dincolo de DN1B, la Ceptura și Gornet-Cricov. Prin sudul comunei trece autostrada A7 Ploiești–Buzău, pe care însă comuna nu este deservită direct de vreun nod rutier. Prin comună trece și calea ferată Ploiești–Buzău, pe care este deservită de stația Inotești.

## Demografie
Componența etnică a comunei Colceag
     Români (90,39%)
     Romi (5,3%)
     Alte etnii (0,07%)
     Necunoscută (4,24%)
Componența confesională a comunei Colceag
     Ortodocși (94,54%)
     Alte religii (0,91%)
     Necunoscută (4,55%)
Conform recensământului efectuat în 2021, populația comunei Colceag se ridică la 4.413 locuitori, în scădere față de recensământul anterior din 2011, când fuseseră înregistrați 5.103 locuitori. Majoritatea locuitorilor sunt români (90,39%), cu o minoritate de romi (5,3%), iar pentru 4,24% nu se cunoaște apartenența etnică. Din punct de vedere confesional, majoritatea locuitorilor sunt ortodocși (94,54%), iar pentru 4,55% nu se cunoaște apartenența confesională.

## Politică și administrație
Comuna Colceag este administrată de un primar și un consiliu local compus din 13 consilieri. Primarul, Ionuț-Viorel Soare[*], de la Partidul Național Liberal, este în funcție din 1 noiembrie 2024. Începând cu alegerile locale din 2024, consiliul local are următoarea componență pe partide politice:
|  | Partid                                  | Consilieri | Componența Consiliului | Componența Consiliului | Componența Consiliului | Componența Consiliului | Componența Consiliului | Componența Consiliului |
|  | --------------------------------------- | ---------- | ---------------------- | ---------------------- | ---------------------- | ---------------------- | ---------------------- | ---------------------- |
|  | Partidul Social Democrat                | 6          |                        |                        |                        |                        |                        |                        |
|  | Partidul Național Liberal               | 5          |                        |                        |                        |                        |                        |                        |
|  | Alianța pentru Unirea Românilor         | 1          |                        |                        |                        |                        |                        |                        |
|  | Reînnoim Proiectul European al României | 1          |                        |                        |                        |                        |                        |                        |

## Istorie
În 1861, comuna se afla în plasa Cricov, iar în 1872, comuna formată dintr-un singur sat, Colceagu, avea 690 de locuitori.
La sfârșitul secolului al XIX-lea, comuna era alcătuită doar din satul Colceag, pe teritoriul actual al ei fiind organizate și alte două comune: Parepa și Inotești, toate trei fiind aflate în plasa Cricovul a județului Prahova. Comuna Parepa era formată din satele Parepa, Rușani și Degerați (toate astăzi contopite în satul Parepa-Rușani), avea 924 de locuitori, o școală frecventată de 17 elevi, 3 mori cu aburi și două biserici ortodoxe, una la Parepa (zidită de pitarul Ștefan Macovei) și una la Degerați (construită în 1892 și finanțată de Gheorghe Grigore Cantacuzino). Comuna Inotești avea 1000 de locuitori, o școală unde învățau 64 de elevi și o biserică ortodoxă zidită în 1818. Comuna Colceag avea 943 de locuitori, școală funcțională din 1880 și biserică construită în 1885.
În 1925, satele Parepa și Rușani au fost comasate într-unul singur, Parepa-Rușani, iar comuna Parepa-Rușani a luat și ea acest nume, având în acel an 1316 locuitori. Tot atunci, comuna Colceag avea 1326 de locuitori, iar Inotești — 1586.
În 1938, aceste comune figurează în plasa Urlați din județul Prahova. În 1950, au trecut în raionul Urlați din regiunea Prahova și apoi în raionul Mizil din regiunea Ploiești; satul Degerați a luat în 1964 denumirea de Vâlcelele. În 1968, ele au fost comasate în comuna Colceag, arondată reînființatului județ Prahova.
În 1991, comuna Colceag avea 6002 locuitori, apoi numărul populației a scăzut.

## Monumente istorice
În comuna Colceag se află biserica „Schimbarea la Față” și „Sfântul Dumitru” (începutul secolului al XVIII-lea, refăcută în 1884), monument istoric de arhitectură de interes național, situată în cimitirul din satul Parepa-Rușani.
În rest, alte trei obiective din comună sunt incluse în lista monumentelor istorice din județul Prahova ca monumente de interes local. Unul este un sit arheologic, aflat „la Cetate”, în zona satului Vâlcelele, unde s-au găsit urme de așezări din neolitic, secolele al IV-lea–al V-lea e.n. și al IX-lea–al X-lea. Celelalte două, clasificate ca monumente de arhitectură, sunt casele Zenobia Pătârnac și Radu Oprea, datând de la începutul secolului al XX-lea și aflate în satul Colceag.

## Personalități născute aici
- Maria Damian (n. 1950), biolog, specialistă în microbiologie.